# Franciszek Gut-Szczerba

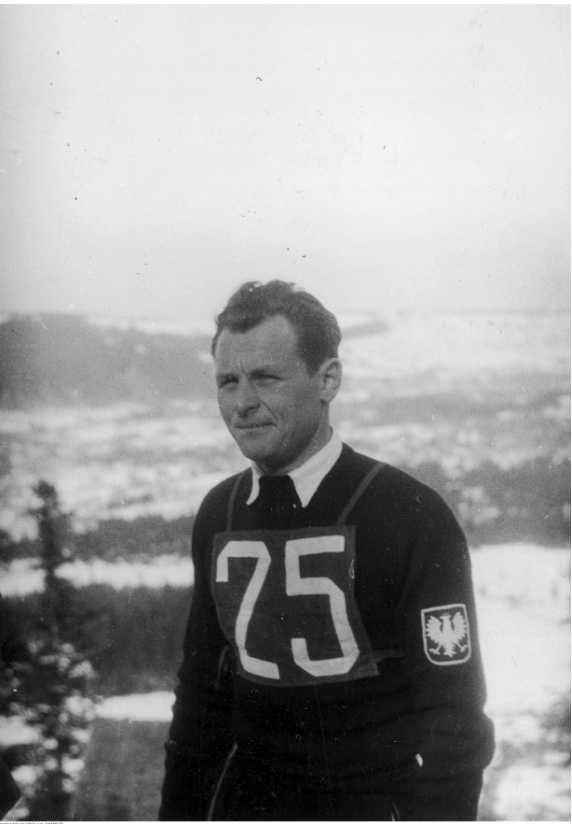
Franciszek Gut-Szczerba (1939)

Franciszek Gut-Szczerba (vor 1932 – nach 1939) war ein polnischer nordischer Skisportler, der auf nationaler Ebene auch an Ski-Alpin-Wettkämpfen teilnahm.

## Werdegang
1932 wurde Gut-Szczerba polnischer Juniorenmeister im Skilanglauf über 8,5 km sowie mit der Staffel. Seine einzige nationale Medaille im Seniorenbereich gewann er 1939 als Dritter bei den polnischen Skisprungmeisterschaften in Zakopane.
Bei den Nordischen Skiweltmeisterschaften 1939 in Zakopane belegte Gut-Szczerba den 18. Platz im Spezialsprunglauf. Im Kombinationswettkampf wurde er Dreißigster, während er im Skilanglauf über 18 Kilometer den 93. Platz erreichte. Wenige Wochen später wurde er beim „offenen Springwettbewerb um den Wanderpokal des Präsidenten der FIS“ Dritter hinter Stanisław Marusarz und Jan Kula.